# Star-Lord
Star-Lord, il cui vero nome è Peter Jason Quill, è un personaggio immaginario dei fumetti Marvel Comics creato da Steve Englehart (testo) e Steve Gan (disegni). Inizialmente il personaggio comparve nella serie Marvel Preview n. 4 e il suo creatore aveva in mente per lui dei piani che rimasero inutilizzati. In seguito Chris Claremont e John Byrne lo inclusero nella continuity Marvel.

## Biografia del personaggio
Peter Quill nacque durante un particolare fenomeno astronomico in cui molti pianeti si allinearono. Non notando nessuna somiglianza, l'uomo che credeva di essere suo padre accusò la madre di Peter, Meredith, di infedeltà e tentò di uccidere il piccolo solo per poi morire per un attacco di cuore. Peter venne così cresciuto dalla sola madre, finché essa non fu uccisa da un alieno. Quill finì quindi in un orfanotrofio, dal quale scappò per diventare un astronauta presso la NASA. In seguito, mentre si trovava in missione su una stazione spaziale, venne in contatto con un'entità conosciuta come il Signore del Sole, che era alla ricerca di un candidato per il ruolo di Star-Lord. Così, equipaggiato con un'astronave senziente di nome Nave, Peter cominciò la sua carriera di poliziotto interstellare.
In seguito Star-Lord si scontrò con il Caduto, il primo araldo di Galactus. Quill riuscì a catturarlo e imprigionarlo nella prigione delle Kyln. Tuttavia quest'impresa costò la vita a 350.000 persone e a seguito di questo crimine Peter, preso dai sensi di colpa, si lasciò incarcerare nel penitenziario. Allo scoppio della Guerra Annihilation Star-Lord venne liberato da Nova e divenne uno dei leader della resistenza contro l'esercito di Annihilus. Dopo la vittoria divenne consigliere militare di Ronan l'accusatore, a quel tempo leader della razza Kree.
Il suo intervento fu determinante anche per respingere la successiva invasione della razza tecnorganica Phalanx. Per prevenire altri conflitti Star-Lord riforma i Guardiani della Galassia, tuttavia ciò non basta per prevenire lo scoppio della guerra fra Kree e Shi'ar. Star-Lord sembra morire insieme a Nova e a un redivivo Thanos durante il conflitto contro il Cancroverso. Tuttavia ricompare per aiutare i Vendicatori contro Thanos, anch'egli sopravvissuto. Inizia inoltre un rapporto con Kitty Pryde con una specie di telefono con cui può comunicare con lei. Più tardi inizia una relazione seria con Pryde che tuttavia, finisce dopo poco. In seguito incontra Lara e se ne innamora perdutamente, lei sarà la sua compagna per parecchio tempo, fino al giorno della sua morte da cui Star-Lord resterà segnato per sempre.

## Poteri e abilità
Peter Quill è molto abile nel combattimento corpo a corpo: è in grado di tenere testa a Gamora ed è anche dotato di notevoli capacità atletiche. Star-Lord era inizialmente dotato di un'armatura e di un elmetto che, modificando la sua struttura fisica, gli garantivano una forza e una resistenza al di là delle capacità umane. L'armatura, oltre a consentirgli di volare e sopravvivere nello spazio, era in grado di formare scudi energetici difensivi. Solitamente usava una coppia di pistole in grado di generare e manipolare gli elementi. Durante la sua battaglia con il Caduto la sua armatura e le sue pistole elementali furono distrutte. A seguito delle ferite venne sottoposto ad alcuni innesti cibernetici che lo rendevano in grado di rilevare gli spettri di energia. In seguito questi impianti gli vengono rimossi e Star-Lord viene equipaggiato con una tuta da battaglia Kree (che diventa l'uniforme dei suoi Guardiani della Galassia) il cui elmetto, dotato di traduttore universale, gli permette di analizzare i dati di battaglia e di respirare nello spazio. Come armi sceglie due pistole Kree in grado di sparare diversi tipi di proiettili.

## Altre versioni
Una miniserie di tre numeri intitolata Star-Lord, scritta da Timothy Zahn e pubblicata tra il 1996 e il 1997, aveva come protagonista Sinjin Quarrel, che prese i panni di Star-Lord dodici anni dopo la sparizione dell'originale. Non è stato confermato se gli eventi della miniserie facciano parte della continuity Marvel.

## Altri media

### Televisione
- Star-Lord compare nelle serie animate Avengers - I più potenti eroi della Terra, Ultimate Spider-Man, Hulk e gli agenti S.M.A.S.H., Avengers Assemble e Disk Wars: Avengers.
- Star-Lord è uno dei protagonisti nella serie animata Guardiani della Galassia.

### Marvel Cinematic Universe
Peter Quill / Star-Lord appare nel franchise del Marvel Cinematic Universe dove è interpretato da Chris Pratt Da bambino viene rapito dagli alieni e dal suo padre adottivo Yondu Udonta e da allora vive nello spazio. Da adulto è diventato un ladro e continua a rubare per guadagnarsi da vivere. Nonostante sia un ladro ha dei comportamenti infantili e molto spesso non prende sul serio le situazioni gravi venendo spesso rimproverato, inoltre porta sempre con sé un walkman regalatogli da sua madre.
- In Guardiani della Galassia (2014) Star-Lord ormai adulto ruba oggetti rari per venderli al mercato nero. Dopo essere fuggito da una prigione insieme a Gamora, Rocket, Groot e Drax tenta di fermare l'esercito di Ronan l'Accusatore, sottoposto di Thanos, per impedirgli di distruggere pianeti con la sua Gemma del Potere. Dopo avere sconfitto Ronan forma i Guardiani della Galassia insieme a Gamora, Rocket, Groot e Drax svolgendo diversi incarichi e allo stesso tempo cerca di scoprire la verità su suo padre.
- In Guardiani della Galassia Vol. 2 (2017) incontra per la prima volta suo padre che gli rivela che lui è un'entità superiore a tutti gli esseri presenti dell'universo e si fa chiamare Ego il Pianeta vivente. Avendo metà del suo sangue Peter possiede i suoi poteri e con il tempo comincia a instaurare un rapporto con il padre, tuttavia scoprirà che egli vuole usare dei semi da attivare, assimilando l'intero universo per espandere sé stesso, inoltre scoprirà che è stato proprio Ego a uccidere la sua adorata madre, a causa del suo attaccamento per lei. Qui Star-Lord inizia una furente battaglia insieme al suo team dei Guardiani della Galassia per sconfiggere il malvagio pianeta. Quill poi piange per la morte e il sacrificio di Yondu che ha rivelato di avergli sempre voluto bene e avere sempre cercato di proteggerlo, in seguito parte assieme ai suoi amici verso nuove avventure.
- In Avengers: Infinity War (2018) insieme al suo gruppo salva Thor e dopo avere scoperto la minaccia di Thanos decidono di affrontarlo. Insieme a Mantis, Drax e Gamora si recano a Ovunque dal Collezionista per prendere la Gemma della Realtà ma arrivano troppo tardi, inoltre Thanos rapisce Gamora. Quill, Mantis e Drax si recano su Titano dove incontrano Iron Man, Spider-Man e il Dottor Strange stringendo un'alleanza. Più tardi li raggiunge anche Nebula in loro aiuto. Quando Thanos si reca su Titano, Star-Lord insieme a Drax, Mantis, Nebula, Iron Man, Spider-Man e il Dottor Strange affrontano il titano ma vengono sconfitti: in particolare è Star-Lord che fa fallire accidentalmente il piano quando non riesce a controllare la propria ira dopo aver scoperto che Thanos ha ucciso la sua amata Gamora per ottenere la Gemma dell'Anima su Vormir, nonostante l'intervento di Iron Man per trattenerlo. Dopo che il titano ha ottenuto tutte le gemme, con i suoi poteri fa dissolvere nel nulla metà popolazione dell'universo; Quill osserva inorridito i suoi amici svanire prima di dissolversi anche lui.
- In Avengers: Endgame (2019), Star-Lord ritorna in vita grazie allo schiocco di Hulk e insieme a tutti quelli resuscitati affronta l'esercito di Thanos, vincendo; durante lo scontro incontra la Gamora proveniente dal 2014, che però non lo ha ancora conosciuto. Alla fine della battaglia, partecipa al funerale di Tony Stark (Iron Man), si riunisce con i Guardiani della Galassia e accoglie con riluttanza il loro nuovo membro, Thor, con cui partono alla ricerca di Gamora.
- In Thor: Love and Thunder (2022), Star-Lord, dopo aver vissuto diverse avventure con i Guardiani e con Thor in giro per la galassia, si separa amichevolmente da quest'ultimo quando il Dio del Tuono decide di abbandonare la squadra per indagare su Gorr il Macellatore di Dei. In seguito parte con il suo gruppo per rispondere a diverse richieste di soccorso in giro per il cosmo, a seguito degli omicidi di Gorr.
- In Guardiani della Galassia Holiday Special (2022) Peter e i Guardiani hanno acquistato Ovunque dal Collezionista, trasformandolo nella loro nuova base. Peter tuttavia appare ancora triste della perdita di Gamora. Per sollevargli il morale, Drax e Mantis rapiscono e gli consegnano Kevin Bacon come regalo di Natale, per accompagnare la rivelazione che Mantis è sorella di Quill, figlia anch'essa di Ego.
- Peter Quill compare anche nella serie animata del Marvel Cinematic Universe What If...? (2021).
- In Guardiani della Galassia Vol. 3 (2023) Peter, caduto in depressione per Gamora, passa le sue giornate a bere. Tuttavia, quando Adam Warlock attacca Ovunque e ferisce Rocket, Peter insieme ai Guardiani parte in una missione per salvarlo, scontrandosi con lo spregevole creatore dell'amico, l’Alto Evoluzionario. Dopo aver salvato Rocket ed aver sconfitto l’Alto Evoluzionario, Peter rischia di morire assiderato nello spazio, venendo tuttavia salvato da un redento Adam Warlock. Infine, ispirato dalle parole dei suoi amici, decide di lasciare il comando dei Guardiani a Rocket per tornare sulla Terra e ricongiungersi con suo nonno.

### Videogame
- Star Lord appare come personaggio giocabile in Marvel Rivals e in Marvel: Sfida dei Campioni.